# Aikmel Barat
Aikmel Barat is een bestuurslaag in het regentschap Oost-Lombok van de provincie West-Nusa Tenggara, Indonesië. Aikmel Barat telt 4076 inwoners (volkstelling 2010).